# Сун (гексаграмма)
Сун (кит. 訟; пиньинь: sòng)
6-я из 64-х гексаграмм «Ицзина». Тяжба.
Внизу триграмма Кань (Вода; 坎), вверху триграмма Цянь (Небо; 乾).

## Перевод гадательных формул и афоризмов
訟，有孚，窒，惕，中吉，終凶。利見大人，不利涉大川。
Тяжба, обладание правдой, преграждать, держаться осмотрительно, умеренность к счастью, крайность к несчастью. Благоприятно свидание с великим человеком, не благоприятен брод через великую реку.
初六，不永所事，小有言，終吉。
В начале — прерывистая, деятельность не навсегда, иметь незначительный разговор, в конце концов — счастье.
九二，不克訟，歸而逋，其邑人三百戶無眚。
Вторая — сплошная, не преодолеть тяжбу, повернись и беги, в твоем городе триста дворов — не будет беды.
六三，食舊德，貞厲，終吉。或從王事，無成。
Третья — прерывистая, кормись от старых заслуг, стойкость в опасности, в конце концов — счастье. Следуй за царем в его делах, без собственных достижений.
九四，不克訟，復即命，渝，安貞吉。
Четвёртая — сплошная, не преодолеть тяжбу, следовать приказу, перемены, спокойствие и стойкость к счастью.
九五，訟，元吉。
Пятая — сплошная, тяжба, изначальное счастье.
上九，或錫之鞶帶，終朝三褫之。
Наверху — прерывистая, возможно награда парадным поясом, но к окончанию утренней аудиенции его три раза отнимут.

## Комментарий
| Кунь (Земля) | Гэнь (Гора) | Кань (Вода) | Сунь (Ветер) | Чжэнь (Гром) | Ли (Огонь) | Дуй (Водоём) | Цянь (Небо) | Верхняя триграммаНижняя триграмма |
| ------------ | ----------- | ----------- | ------------ | ------------ | ---------- | ------------ | ----------- | --------------------------------- |
| 11.Тай       | 26.Да-чу    | 5.Сюй       | 9.Сяо-чу     | 34.Да-чжуань | 14.Да-ю    | 43.Гуай      | 1.Цянь      | Цянь (Небо)                       |
| 19.Линь      | 41.Сунь     | 60.Цзе      | 61.Чжун-фу   | 54.Гуй-мэй   | 38.Куй     | 58.Дуй       | 10.Ли       | Дуй (Водоём)                      |
| 36.Мин-и     | 22.Би       | 63.Цзи-цзи  | 37.Цзя-жэнь  | 55.Фян       | 30.Ли      | 49.Гэ        | 13.Тун-жэнь | Ли (Огонь)                        |
| 24.Фу        | 27.И        | 3.Чжунь     | 42.И         | 51.Чжэнь     | 21.Ши-хо   | 17.Суй       | 25.У-ван    | Чжэнь (Гром)                      |
| 46.Шэн       | 18.Гу       | 48.Цзин     | 57.Сунь      | 32.Хэн       | 50.Дин     | 28.Да-го     | 44.Гоу      | Сунь (Ветер)                      |
| 7.Ши         | 4.Мэн       | 29.Кань     | 59.Хуань     | 40.Цзе       | 64.Вэй-цзи | 47.Кунь      | 6.Сун       | Кань (Вода)                       |
| 15.Цянь      | 52.Гэнь     | 39.Цзянь    | 53.Цзянь     | 62.Сяо-го    | 56.Люй     | 31.Сянь      | 33.Дунь     | Гэнь (Гора)                       |
| 2.Кунь       | 23.Бо       | 8.Би        | 20.Гуань     | 16.Юй        | 35.Цзинь   | 45.Цуй       | 12.Пи       | Кунь (Земля)                      |